# Informationsfilm
informationsfilm är en kort video som förklarar en idé eller en produkt. De är korta (oftast under 2 minuter) och kan användas i marknadsföringssyfte, utbildning eller kundservice.
Informationsfilm kan även kallas animerad reklamfilm eller förklarande video.
Informationsfilm kan produceras i olika format beroende på vad målet med videorna samt vilka målgruppen är. T ex tecknaden, animerade, vanlig film med skådespelare eller stop motion.